# RC Kuban Krasnodar
Dernière mise à jour : 14 janvier 2013.
Kouban Krasnodar (anciennement Ioug Krasnodar) est un club russe de rugby à XV basé dans la ville de Krasnodar. Il participera pour la première fois en 2013 à la Professional Rugby League, le championnat de première division russe. C'est une section du club omnisports Kouban Krasnodar

## Historique
Le 11 mai 2021, le club annonce sa dissolution, faute de financement.

## Effectif 2013
| Nom                      | Poste            | Naissance         | Nationalité sportive | Sélections (points marqués) | Ancien club          |
| ------------------------ | ---------------- | ----------------- | -------------------- | --------------------------- | -------------------- |
| Magomed Davoudov         | Pilier           | 22 janvier 1991   | Russie               | -                           | Daghestan University |
| Alexandre Kodintsev      | Pilier           | 3 juillet 1982    | Russie               | -                           | Imperia Penza        |
| Dmitri Kritinine         | Pilier           | 8 mai 1992        | Russie               | -                           |                      |
| Darren Morris            | Pilier           | 24 septembre 1974 | Pays de Galles       | 19 (5)                      | Leicester Tigers     |
| Kirill Aliouk            | Pilier           | 1994              | Russie               | -                           | formé au club        |
| Sergueï Krakov           | Pilier           | 17 janvier 1990   | Russie               | -                           | Enisey-STM           |
| Alexandre Tolmatchiov    | Talonneur        | 1er octobre 1991  | Russie               | -                           | -                    |
| Shamil Magomedov         | Talonneur        | 17 avril 1987     | Russie               | -                           | Daghestan University |
| Adam Byrnes              | Deuxième ligne   | 29 juillet 1981   | Russie               | 6 (0)                       | Melbourne Rebels     |
| Dmitri Gritsenko         | Deuxième ligne   | 10 juin 1992      | Russie               | -                           | formé au club        |
| Viatcheslav Berdnikov    | Deuxième ligne   | 23 mars 1994      | Russie               | -                           | formé au club        |
| Marsel Feïzitch          | Deuxième ligne   | 28 août 1989      | Russie               | -                           | Dynamo-Energy Kazan  |
| Edouard Dergatchiov      | Troisième ligne  | 11 février 1989   | Russie               | -                           | Enisey-STM           |
| Nukri Gogitidze          | Troisième ligne  | 10 août 1993      | Géorgie              | -                           | formé au club        |
| Ivan Korotkov            | Troisième ligne  | 9 octobre 1990    | Russie               | -                           | -                    |
| Evgueni Lipatov          | Troisième ligne  | 21 juin 1993      | Russie               | -                           | formé au club        |
| Mefodi Tchernykh         | Troisième ligne  | 28 octobre 1983   | Russie               | 1 (0)                       | Krasny Yar           |
| Alexandre Semeïkine      | Troisième ligne  | 27 juin 1991      | Russie               | -                           | -                    |
| Alexeï Novokrechtchionov | Troisième ligne  | 31 mars 1988      | Ukraine              | ? (?)                       | Kredo-63             |
| Evgueni Ryjov            | Troisième ligne  | 23 janvier 1993   | Russie               | -                           | formé au club        |
| Roman Timofeïev          | Troisième ligne  | 24 avril 1988     | Russie               | -                           | -                    |
| Mikhaïl Koudinov         | Demi de mêlée    | 12 août 1991      | Russie               | -                           | Dagestan University  |
| Roman Andreïev           | Demi de mêlée    | 10 août 1993      | Russie               | -                           | formé au club        |
| Nicolae Chirila          | Demi de mêlée    | 10 août 1993      | Moldavie             | ? (?)                       | Imperia Penza        |
| Iouri Kouchnariov        | Demi d'ouverture | 6 juin 1985       | Russie               | 51 (361)                    | VVA-Podmoskovye      |
| Kirill Goubine           | Centre           | 30 mai 1992       | Russie               | -                           | -                    |
| Sergueï Gavriouchine     | Centre           | 27 novembre 1988  | Russie               | 1 (0)                       | VVA Podmoskovye      |
| Oleg Kobzev              | Centre           | 5 avril 1981      | Russie               | 17 (10)                     | VVA-Podmoskovye      |
| Vladimir Ostroouchko     | Ailier           | 30 septembre 1986 | Russie               | 25 (55)                     | Enisey-STM           |
| Alexeï Kapaline          | Ailier           | 13 mai 1993       | Russie               | -                           | formé au club        |
| Ivan Kotov               | Ailier           | 5 mai 1989        | Russie               | 3 (5)                       | -                    |
| Vladislav Lazarenko      | Ailier           | 10 janvier 1989   | Russie               | -                           | -                    |
| Edouard Filatov          | Ailier           | 10 juin 1990      | Russie               | -                           | -                    |
| Dmitri Nikiforov         | Ailier           | 5 décembre 1993   | Russie               | -                           | formé au club        |
| Nikolaï Chougaï          | Ailier           | 14 août 1983      | Russie               | -                           | Imperia Penza        |
| Roman Rochtchine         | Arrière          | 18 août 1993      | Russie               | -                           | formé au club        |
| Evgueni Nepeïvoda        | Arrière          | 15 septembre 1989 | Russie               | -                           | -                    |